# Concepción, Huehuetenango
Concepción är en kommunhuvudort i Guatemala.   Den ligger i departementet Departamento de Huehuetenango, i den västra delen av landet, 170 km nordväst om huvudstaden Guatemala City. Concepción ligger 1 959 meter över havet och antalet invånare är 8 925.
Terrängen runt Concepción är bergig åt nordost, men åt sydväst är den kuperad. Terrängen runt Concepción sluttar västerut. Runt Concepción är det ganska tätbefolkat, med 116 invånare per kvadratkilometer. Närmaste större samhälle är Jacaltenango, 7,7 km nordväst om Concepción. I omgivningarna runt Concepción växer i huvudsak städsegrön lövskog.